# Corpus callosotomi
Corpus callosotomi är ett neurokirurgiskt ingrepp i corpus callosum, det nervknippe i hjärnan som förbinder vänster och höger hjärnhalva. Ingreppet innebär att nervknippet helt eller delvis kapas. Idag är operationen sällsynt och används som en sista utväg mot svårbehandlad epilepsi, oftast mot mycket allvarliga former av epilepsi som innebär risker för svåra fallskador eller andra skador på patienten. Operationen innebär att kommunikationen mellan hjärnhalvorna bryts, vilket gör det svårare för det epileptiska anfallet att sprida sig från den ena hjärnhalvan till den andra.